# Sajazarra
Sajazarra tỉnh và cộng đồng tự trị La Rioja, phía bắc Tây Ban Nha. Đô thị này có diện tích là 13,84 ki-lô-mét vuông, dân số năm 2009 là 137 người với mật độ 9,9 người/km². Đô thị này có cự ly 55 km so với Logroño.